# París-Tours 1977
La París-Tours 1977 (también llamada Gran premio de Otoño) fue la 71.ª edición de la clásica París-Tours. Se disputó el 25 de septiembre de 1977 y el vencedor final fue el neerlandés Joop Zoetemelk del equipo Miko-Mercier.

## Clasificación general[1]
|    | Ciclista                 | Equipo                 | Tiempo    |
| -- | ------------------------ | ---------------------- | --------- |
| 1  | Joop Zoetemelk           | Miko-Mercier           | 5h 48'58" |
| 2  | Johan De Muynck          | Brooklyn               | m.t.      |
| 3  | Hennie Kuiper            | TI-Raleigh             | m.t.      |
| 4  | Roger De Vlaeminck       | Brooklyn               | a 1'01"   |
| 5  | Jean-Pierre Danguillaume | Peugeot-Esso-Michelin  | m.t.      |
| 6  | Willy Teirlinck          | Gitane-Campagnolo      | m.t.      |
| 7  | Fons Van Katwijk         | Carpenter-Splendor     | a 1'05"   |
| 8  | Cees Priem               | Frisol-Gazelle-Thirion | m.t.      |
| 9  | Rudy Pevenage            | IJsboerke-Colnago      | m.t.      |
| 10 | Jan Van Katwijk          | Carpenter-Splendor     | m.t.      |